# Sharephemeridae
Sharephemeridae (лат.) — ископаемое семейство подёнок. Пермский период (Россия), триасовый период (Германия и Испания), юрский период (Китай и Монголия) (254—145 млн лет).

## Описание
Длина переднего крыла около 8 мм. Передние крылья в два раза длиннее своей ширины, с широким основанием, хорошо развитой анальной областью и узкой кубитальной областью. Жилка media posterior разделена у основания крыла. Жилка CuA вильчатая, удлинённая, с интеркалярной жилкой. Жилка CuP длинная и простая. Анальные жилки длинные. Кубитальная и анальная жилки с небольшим изгибом, в остальном прямые.

## Классификация
Семейство было впервые описано в 2002 году российским палеоэнтомологом Н. Д. Синиченковой по типовому роду †Sharephemera из формации Shar-Teg в Монголии.
Включает 4 ископаемых рода:
- † Hammephemera
  - † Hammephemera pulchra Sinitshenkova, 2012
- † Jurassephemera
  - † Jurassephemera zhangi Zhang et al., 2022
- † Sharephemera
  - † Sharephemera cubitalis Sinitshenkova, 2002
- † Tunephemera
  - † Tunephemera tungussica Sinitshenkova, 2013